# Землянское сельское поселение
Землянское сельское поселение — сельское поселение в Семилукском районе Воронежской области.
Административный центр — село Землянск.

## География
В черте поселения река Серебрянка запружена и образовала водохранилище. В селении сохранилась дореволюционная Никольская церковь, есть школа и больница, работают молочное и мясоперерабатывающие предприятия, производящие масло, мороженое, пельмени.

## История
В нынешней своей форме сельское поселение существует с 30 ноября 2009 года, когда с согласия населения, выявленного путём голосования, проведенного в данных муниципальных образованиях 24 мая 2009 года, было произведено слияние прежних Землянского, Маловерейского, Малопокровского и Казинского сельских поселений в единое Землянское сельское поселение.

## Транспорт
В поселение ведёт асфальтовая дорога из Воронежа, связывающая также Землянск с Тербунским районом Липецкой области.

## Административное деление
В состав поселения входят:
- село Землянск
- хутор Быстрик
- хутор Головище
- хутор Зацепное
- село Малая Покровка
- хутор Овсянников
- село Серебрянка
- село Малая Верейка
- село Перекоповка
- село Казинка
- село Долгое
- деревня Фёдоровка
- деревня Спасское
- деревня Дмитриевка
- деревня Никандровка
- деревня Ливенка
- деревня Новая Покровка
- деревня Сапруновка